# Đuro VII. Gruzijski
Đuro VII. Gruzijski (gruz.: გიორგი VII) (???? - 1405./1407.) bio je kralj Gruzije od 1393. do 1407. (alternativno, od 1395. do 1405. godine).
Bio je sin kralja Bagrata V. i njegove prve supruge Helene (umrla od kuge, 1366.). Bagrat ga je imenovao svojim suvladarom 1369. godine.
U studenom 1386. godine, kralj Bagrat je poražen i zarobljen od strane mongolskog cara Timura Lenga. Princ Đuro organizirao uspješan otpor i oslobodio oca. 1393. godine Bagrat je umro i Đuro je preuzeo punu vlast. On je proveo najveći dio svoje vladavine u borbama protiv Timura koji je vodio još sedam ekspedicija protiv gruzijskih kraljevstava od 1387. do 1403. godine, ostavljajući zemlju u ruševinama. Konačno, 1403. godine Đuro je sklopio primirje sa žestokim neprijateljem, priznajući Timura kao feudalnog gospodara i plaćao mu danak, no zadržao je pravo biti okrunjen kao kršćanski vladar. Kasnije je bio suočen s upadima protiv turkmenskog nomadskog plemena Kara Koyunlu. U jednom od takvih je i poginuo.
Đuro V. umro je bez nasljednika, pa je njegov brat Konstantin postao sljedeći kralj.